# Michael Verrips
Michael Verrips (Velp, 3 dicembre 1996) è un calciatore olandese, portiere del Dender.

## Carriera

### Club
Debutta fra i professionisti il 14 maggio 2017 giocando con lo Sparta Rotterdam l'incontro di Eredivisie vinto 3-1 contro il Go Ahead Eagles.
L'8 agosto 2019 viene acquistato dallo Sheffield Utd. Esordisce con il club inglese il 5 gennaio 2020 nella sfida vinta 2-1 in FA Cup contro il , venendo sostituito al 40' per infortunio.
Il 1º febbraio 2021 viene ceduto in prestito all'Emmen.
L'11 gennaio 2022 viene ceduto in prestito al Fortuna Sittard.
A fine stagione viene riscattato dal club gialloverde che, contestualmente, lo ha ceduto in prestito al Groningen.
Il 5 giugno 2023 il prestito viene rinnovato per un'altra stagione.
Il 12 gennaio 2024 il prestito viene rescisso e lui fa ritorno al Fortuna Sittard.
Il 18 luglio 2024 firma un contratto biennale con il Dender.

### Nazionale
Ha giocato nelle nazionali giovanili olandesi Under-16, Under-18, Under-19 ed Under-20.

## Statistiche
Statistiche aggiornate al 27 febbraio 2021.

### Presenze e reti nei club
| Stagione        | Squadra          | Campionato      | Campionato | Campionato | Coppe nazionali | Coppe nazionali | Coppe nazionali | Coppe continentali | Coppe continentali | Coppe continentali | Altre coppe | Altre coppe | Altre coppe | Totale | Totale | Totale |
| Stagione        | Squadra          | Comp            | Pres       | Reti       | Comp            | Pres            | Reti            | Comp               | Pres               | Reti               | Comp        | Pres        | Reti        | Pres   | Reti   |        |
| --------------- | ---------------- | --------------- | ---------- | ---------- | --------------- | --------------- | --------------- | ------------------ | ------------------ | ------------------ | ----------- | ----------- | ----------- | ------ | ------ | ------ |
| 2016-2017       | Jong Sparta      | 2D              | 13         | 0          |                 | -               | -               |                    | -                  | -                  |             | -           | -           | 13     | 0      |        |
| 2016-2017       | Sparta Rotterdam | ED              | 1          | 0          | CO              | 0               | 0               |                    | -                  | -                  |             | -           | -           | 1      | 0      |        |
| 2017-2018       | MVV              | 1D              | 38+2       | 0          | CO              | 1               | 0               |                    | -                  | -                  |             | -           | -           | 41     | 0      |        |
| 2018-2019       | Malines          | D2              | 27         | 0          | CB              | 7               | 0               |                    | -                  | -                  |             | -           | -           | 34     | 0      |        |
| ago. 2019       | Malines          | PL              | 0          | 0          | CB              | 0               | 0               |                    | -                  | -                  | SB          | 1           | 0           | 1      | 0      |        |
| 2019-2020       | Sheffield Utd    | PL              | 0          | 0          | FACup+CdL       | 1+0             | 0               |                    | -                  | -                  |             | -           | -           | 1      | 0      |        |
| 2020-gen. 2021  | Sheffield Utd    | PL              | 0          | 0          | FACup+CdL       | 0               | 0               |                    | -                  | -                  |             | -           | -           | 0      | 0      |        |
| gen.-giu. 2021  | Emmen            | ED              | 4          | 0          | CO              | 0               | 0               |                    | -                  | -                  |             | -           | -           | 4      | 0      |        |
| Totale carriera | Totale carriera  | Totale carriera | 85         | 0          |                 | 9               | 0               |                    | -                  | -                  |             | 1           | 0           | 95     | 0      |        |